# Polonia Bytom w sezonie 1978/1979
Sezon 1978/1979 był dwudziestym dziewiątym sezonem Polonii Bytom w I lidze. Klub zajął w nim czternaste miejsce.
Drużyna była trenowana przez Jerzego Nikiela od początku sezonu do 18 października 1978 roku, kiedy jego obowiązki przejął Teodor Wieczorek. Po rundzie jesiennej drużyna zajmowała szesnaste, ostatnie miejsce w tabeli ligi mając dziewięć punktów po rozegraniu piętnastu spotkań (trzy zwycięstwa, trzy remisy i dziewięć porażek).

## Kadra
| Imię i nazwisko     | Data urodzenia    |
| ------------------- | ----------------- |
| Bramkarze           |                   |
| Hubert Chwolik      | 3 maja 1952       |
| Bernard Kołodziej   | 2 marca 1952      |
| Marian Patoń        | 7 grudnia 1958    |
| Obrońcy             |                   |
| Jan Górski          | 27 maja 1952      |
| Andrzej Król        | 10 listopada 1958 |
| Marek Misiewicz     | 22 maja 1959      |
| Marian Ostafiński   | 8 grudnia 1946    |
| Edward Racki        | 21 kwietnia 1955  |
| Mirosław Raczkowski | 10 lipca 1957     |
| Piotr Sikora        | 11 kwietnia 1954  |
| Jan Wrona           | 12 lipca 1951     |
| Pomocnicy           |                   |
| Czesław Bryłka      | 1 września 1955   |
| Marian Grociak      | 25 listopada 1952 |
| Adam Krupa          | 22 grudnia 1952   |
| Karol Mączka        | 22 lipca 1957     |
| Napastnicy          |                   |
| Bolesław Gruszka    | 27 sierpnia 1958  |
| Edward Lonka        | 28 marca 1957     |
| Henryk Perlak       | 20 stycznia 1960  |
| Józef Rochnia       | 31 marca 1953     |

## I liga
| 30 lipca 197817:00 | Polonia Bytom | 0:0(0:0) | Zagłębie Sosnowiec | Stadion Miejski w Bytomiu Widzów: 8 tys. Sędzia: Leniewicz (Kraków) |
| 30 lipca 197817:00 |               | 0:0(0:0) |                    | Stadion Miejski w Bytomiu Widzów: 8 tys. Sędzia: Leniewicz (Kraków) |

| 2 sierpnia 197817:30 | Lech Poznań                       | 2:0(2:0) | Polonia Bytom | Stadion Miejski w Poznaniu Widzów: 18 tys. Sędzia: Strociak (Opole) |
| 2 sierpnia 197817:30 | Kasalik 1' · Milewski 43' (głową) | 2:0(2:0) |               | Stadion Miejski w Poznaniu Widzów: 18 tys. Sędzia: Strociak (Opole) |

| 6 sierpnia 197817:00 | Polonia Bytom | 1:1(0:1) | Arka Gdynia | Stadion Miejski w Bytomiu Widzów: 3 tys. Sędzia: Ignatowicz (Wrocław) |
| 6 sierpnia 197817:00 | Rochnia 61'   | 1:1(0:1) | Kurzepa 11' | Stadion Miejski w Bytomiu Widzów: 3 tys. Sędzia: Ignatowicz (Wrocław) |

| 12 sierpnia 197817:30 | Ruch Chorzów                     | 2:1(1:0) | Polonia Bytom     | Stadion Ruchu Chorzów Widzów: 6 tys. Sędzia: Środecki (Wrocław) |
| 12 sierpnia 197817:30 | Malcher 21' (karny), 47' (karny) | 2:1(1:0) | Lonka 59' (głową) | Stadion Ruchu Chorzów Widzów: 6 tys. Sędzia: Środecki (Wrocław) |

| 20 sierpnia 197817:00 | Polonia Bytom  | 0:1(0:1) | Legia Warszawa | Stadion Miejski w Bytomiu Widzów: 3 tys. Sędzia: Strociak (Opole) |
| 20 sierpnia 197817:00 | Ćmikiewicz 12' | 0:1(0:1) |                | Stadion Miejski w Bytomiu Widzów: 3 tys. Sędzia: Strociak (Opole) |

| 23 sierpnia 197817:00 | Szombierki Bytom                               | 3:0(2:0) | Polonia Bytom | Stadion Szombierek Bytom Widzów: 10 tys. Sędzia: Lankiewicz (Łódź) |
| 23 sierpnia 197817:00 | Nagiel 18' · Mierzwiak 37' (głową) · Ogaza 86' | 3:0(2:0) |               | Stadion Szombierek Bytom Widzów: 10 tys. Sędzia: Lankiewicz (Łódź) |

| 26 sierpnia 197817:00 | Polonia Bytom                    | 2:3(1:2) | Widzew Łódź                                      | Stadion Miejski w Bytomiu Widzów: 3 tys. Sędzia: Hołub (Warszawa) |
| 26 sierpnia 197817:00 | Janduda 39' (głową) · Bryłka 61' | 2:3(1:2) | Marchewka 10' · Pięta 26' (głową) · Gapiński 63' | Stadion Miejski w Bytomiu Widzów: 3 tys. Sędzia: Hołub (Warszawa) |

| 9 września 197816:00 | Stal Mielec | 0:0(0:0) | Polonia Bytom | Stadion Stali Mielec Widzów: 8 tys. Sędzia: Łazowski (Warszawa) |
| 9 września 197816:00 |             | 0:0(0:0) |               | Stadion Stali Mielec Widzów: 8 tys. Sędzia: Łazowski (Warszawa) |

| 24 września 197815:30 | Polonia Bytom                       | 0:3(0:1) | Odra Opole | Stadion Miejski w Bytomiu Widzów: 3 tys. Sędzia: Sobiecki (Warszawa) |
| 24 września 197815:30 | Misiowiec 35' · Tyc 49' · Korek 63' | 0:3(0:1) |            | Stadion Miejski w Bytomiu Widzów: 3 tys. Sędzia: Sobiecki (Warszawa) |

| 1 października 197811:00 | Śląsk Wrocław               | 2:0(0:0) | Polonia Bytom | Stadion Olimpijski we Wrocławiu Widzów: 8 tys. Sędzia: Libich (Warszawa) |
| 1 października 197811:00 | Nocko 86' · Kwiatkowski 89' | 2:0(0:0) |               | Stadion Olimpijski we Wrocławiu Widzów: 8 tys. Sędzia: Libich (Warszawa) |

| 7 października 197815:00 | GKS Katowice             | 2:0(2:0) | Polonia Bytom | Stadion GKS Katowice Widzów: 6 tys. Sędzia: Różyński (Warszawa) |
| 7 października 197815:00 | Bożyczko 24' · Pluta 28' | 2:0(2:0) |               | Stadion GKS Katowice Widzów: 6 tys. Sędzia: Różyński (Warszawa) |

| 14 października 197814:30 | Polonia Bytom      | 1:0(0:1) | Wisła Kraków | Stadion Miejski w Bytomiu Widzów: 8 tys. Sędzia: Marchwiński (Gdańsk) |
| 14 października 197814:30 | Mączka 56' (głową) | 1:0(0:1) |              | Stadion Miejski w Bytomiu Widzów: 8 tys. Sędzia: Marchwiński (Gdańsk) |

| 28 października 197817:00 | ŁKS Łódź                | 1:0(1:0) | Polonia Bytom | Stadion MOSiR w Łodzi Widzów: 6 tys. Sędzia: Bartosik (Kraków) |
| 28 października 197817:00 | Miloszewicz 11' (wolny) | 1:0(1:0) |               | Stadion MOSiR w Łodzi Widzów: 6 tys. Sędzia: Bartosik (Kraków) |

| 5 listopada 197811:00 | Polonia Bytom | 1:0(0:0) | Gwardia Warszawa | Stadion Miejski w Bytomiu Widzów: 2 tys. Sędzia: Lankiewicz (Łódź) |
| 5 listopada 197811:00 | Górski 54'    | 1:0(0:0) |                  | Stadion Miejski w Bytomiu Widzów: 2 tys. Sędzia: Lankiewicz (Łódź) |

| 19 listopada 197811:00 | Polonia Bytom                          | 3:1(3:0) | Pogoń Szczecin   | Stadion Miejski w Bytomiu Widzów: 3 tys. Sędzia: Ogorzewski (Łódź) |
| 19 listopada 197811:00 | Górski 12' · Janduda 18' · Rochnia 27' | 3:1(3:0) | Szostakowski 71' | Stadion Miejski w Bytomiu Widzów: 3 tys. Sędzia: Ogorzewski (Łódź) |

| 4 marca 197912:00 | Zagłębie Sosnowiec | 1:1(1:1) | Polonia Bytom | Stadion Ludowy Widzów: 8 tys. Sędzia: Ogorzewski (Łódź) |
| 4 marca 197912:00 | Mazur 40' (głową)  | 1:1(1:1) | Janduda 6'    | Stadion Ludowy Widzów: 8 tys. Sędzia: Ogorzewski (Łódź) |

| 11 marca 197912:00 | Polonia Bytom | 1:1(0:1) | Lech Poznań          | Stadion Miejski w Bytomiu Widzów: 8 tys. Sędzia: Kaczałko (Wrocław) |
| 11 marca 197912:00 | Rochnia 67'   | 1:1(0:1) | Milewski 21' (głową) | Stadion Miejski w Bytomiu Widzów: 8 tys. Sędzia: Kaczałko (Wrocław) |

| 18 marca 197911:00 | Arka Gdynia                                  | 4:0(2:0) | Polonia Bytom | Stadion Miejski w Gdyni Widzów: 10 tys. Sędzia: Paprocki (Poznań) |
| 18 marca 197911:00 | Korynt 3' · Bikiewicz 24', 47' · Kurzepa 64' | 4:0(2:0) |               | Stadion Miejski w Gdyni Widzów: 10 tys. Sędzia: Paprocki (Poznań) |

| 25 marca 197912:00 | Polonia Bytom | 0:1(0:0) | Ruch Chorzów | Stadion Miejski w Bytomiu Widzów: 8 tys. Sędzia: Norek (Kraków) |
| 25 marca 197912:00 | Mikulski 47'  | 0:1(0:0) |              | Stadion Miejski w Bytomiu Widzów: 8 tys. Sędzia: Norek (Kraków) |

| 31 marca 197916:30 | Legia Warszawa                | 3:0(1:0) | Polonia Bytom | Stadion Wojska Polskiego Widzów: 18 tys. Sędzia: Jarguz (Suwałki) |
| 31 marca 197916:30 | Topolski 17', 77' · Kusto 80' | 3:0(1:0) |               | Stadion Wojska Polskiego Widzów: 18 tys. Sędzia: Jarguz (Suwałki) |

| 8 kwietnia 197912:00 | Polonia Bytom      | 1:0(1:0) | Szombierki Bytom | Stadion Miejski w Bytomiu Widzów: 6 tys. Sędzia: Strociak (Opole) |
| 8 kwietnia 197912:00 | Górski 18' (głową) | 1:0(1:0) |                  | Stadion Miejski w Bytomiu Widzów: 6 tys. Sędzia: Strociak (Opole) |

| 21 kwietnia 197916:00 | Widzew Łódź | 1:0(1:0) | Polonia Bytom | Stadion Widzewa Łódź Widzów: 14 tys. Sędzia: Ignatowicz (Wrocław) |
| 21 kwietnia 197916:00 | Górski 33'  | 1:0(1:0) |               | Stadion Widzewa Łódź Widzów: 14 tys. Sędzia: Ignatowicz (Wrocław) |

| 25 kwietnia 197916:30 | Polonia Bytom | 0:1(0:1) | Stal Mielec | Stadion Miejski w Bytomiu Widzów: 2 tys. Sędzia: Kacprzak (Gdańsk) |
| 25 kwietnia 197916:30 | Ciołek 24'    | 0:1(0:1) |             | Stadion Miejski w Bytomiu Widzów: 2 tys. Sędzia: Kacprzak (Gdańsk) |

| 5 maja 197917:00 | Odra Opole               | 1:2(1:1) | Polonia Bytom | Stadion Miejski w Opolu Widzów: 8 tys. Sędzia: Wójcik (Kraków) |
| 5 maja 197917:00 | Racki 33' (k), Krupa 61' | 1:2(1:1) |               | Stadion Miejski w Opolu Widzów: 8 tys. Sędzia: Wójcik (Kraków) |

| 12 maja 197917:00 | Polonia Bytom                         | 3:0(2:0) | Śląsk Wrocław | Stadion Miejski w Bytomiu Widzów: 4 tys. Sędzia: Marchwiński (Wrocław) |
| 12 maja 197917:00 | Król 8' · Gruszka 34' · Racki 85' (k) | 3:0(2:0) |               | Stadion Miejski w Bytomiu Widzów: 4 tys. Sędzia: Marchwiński (Wrocław) |

| 20 maja 197919:00 | Wisła Kraków | 4:0(2:0) | Polonia Bytom | Stadion Miejski w Krakowie Widzów: 5 tys. Sędzia: Ogorzewski (Łódź) |
| 20 maja 197919:00 |              | 4:0(2:0) |               | Stadion Miejski w Krakowie Widzów: 5 tys. Sędzia: Ogorzewski (Łódź) |

| 27 maja 197918:30 | Polonia Bytom | 1:0(1:0) | GKS Katowice | Stadion Śląski Widzów: 15 tys. Sędzia: Paprocki (Poznań) |
| 27 maja 197918:30 | Perlak 30'    | 1:0(1:0) |              | Stadion Śląski Widzów: 15 tys. Sędzia: Paprocki (Poznań) |

| 30 maja 197917:00 | Gwardia Warszawa | 0:2(0:1) | Polonia Bytom | Stadion Gwardii Warszawa Widzów: 1 tys. Sędzia: Marchwiński (Gdańsk) |
| 30 maja 197917:00 | Janduda 29', 61' | 0:2(0:1) |               | Stadion Gwardii Warszawa Widzów: 1 tys. Sędzia: Marchwiński (Gdańsk) |

| 6 czerwca 197917:00 | Pogoń Szczecin | 1:1(1:0) | Polonia Bytom | Stadion Miejski w Szczecinie Widzów: 15 tys. Sędzia: Strociak (Opole) |
| 6 czerwca 197917:00 | Lonka 76'      | 1:1(1:0) |               | Stadion Miejski w Szczecinie Widzów: 15 tys. Sędzia: Strociak (Opole) |

| 10 czerwca 197917:00 | Polonia Bytom                  | 2:0(1:0) | ŁKS Łódź | Stadion Miejski w Bytomiu Widzów: 5 tys. Sędzia: Dulski (Warszawa) |
| 10 czerwca 197917:00 | Janduda 9' · Krupa 71' (głową) | 2:0(1:0) |          | Stadion Miejski w Bytomiu Widzów: 5 tys. Sędzia: Dulski (Warszawa) |

## Puchar Polski
| 16 września 197815:30 | Motor Lublin                   | 2:0(0:0) | Polonia Bytom | Stadion MOSiR w Lublinie Widzów: 1,5 tys. Sędzia: Bartosik (Kraków) |
| 16 września 197815:30 | Pop 66' · Krawczyk 84' (karny) | 2:0(0:0) |               | Stadion MOSiR w Lublinie Widzów: 1,5 tys. Sędzia: Bartosik (Kraków) |